# Parag Agrawal
Parag Agrawal, né le 21 mai 1984, est un informaticien indo-américain et directeur général de Twitter du 29 novembre 2021 au 27 octobre 2022.

## Biographie
Parag Agrawal détient une licence de l'IIT Bombay et un doctorat en informatique de l'université Stanford. Il rejoint Twitter en 2011 et en devient le chief technology officer en 2017. Il est notamment impliqué sur le Projet BlueSky (en), un outil de communication décentralisé développé par Twitter.
Le 29 novembre 2021, le cofondateur et directeur général de Twitter Jack Dorsey annonce qu'il démissionne et qu'il est remplacé par Parag Agrawal avec effet immédiat,.
Au moment de la nomination de Parag Agrawal, le milliardaire Elon Musk poste sur le réseau social un photomontage mêlant les visages de Parag Agrawal et de Staline pour critiquer la politique de modération contre les fausses informations sur Twitter. Lors du dépôt d'offre de rachat de Twitter par Musk en mai 2022, Agrawal, se sentant sur la sellette, inclut dans l'accord de vente un parachute doré de 42 millions de dollars pour sa personne.
Le 27 octobre 2022, à la suite du rachat de Twitter par Elon Musk, il est licencié en même temps que Ned Segal, directeur financier, et Vijaya Gadde, responsable des affaires juridiques.